# Jack E. Boucher

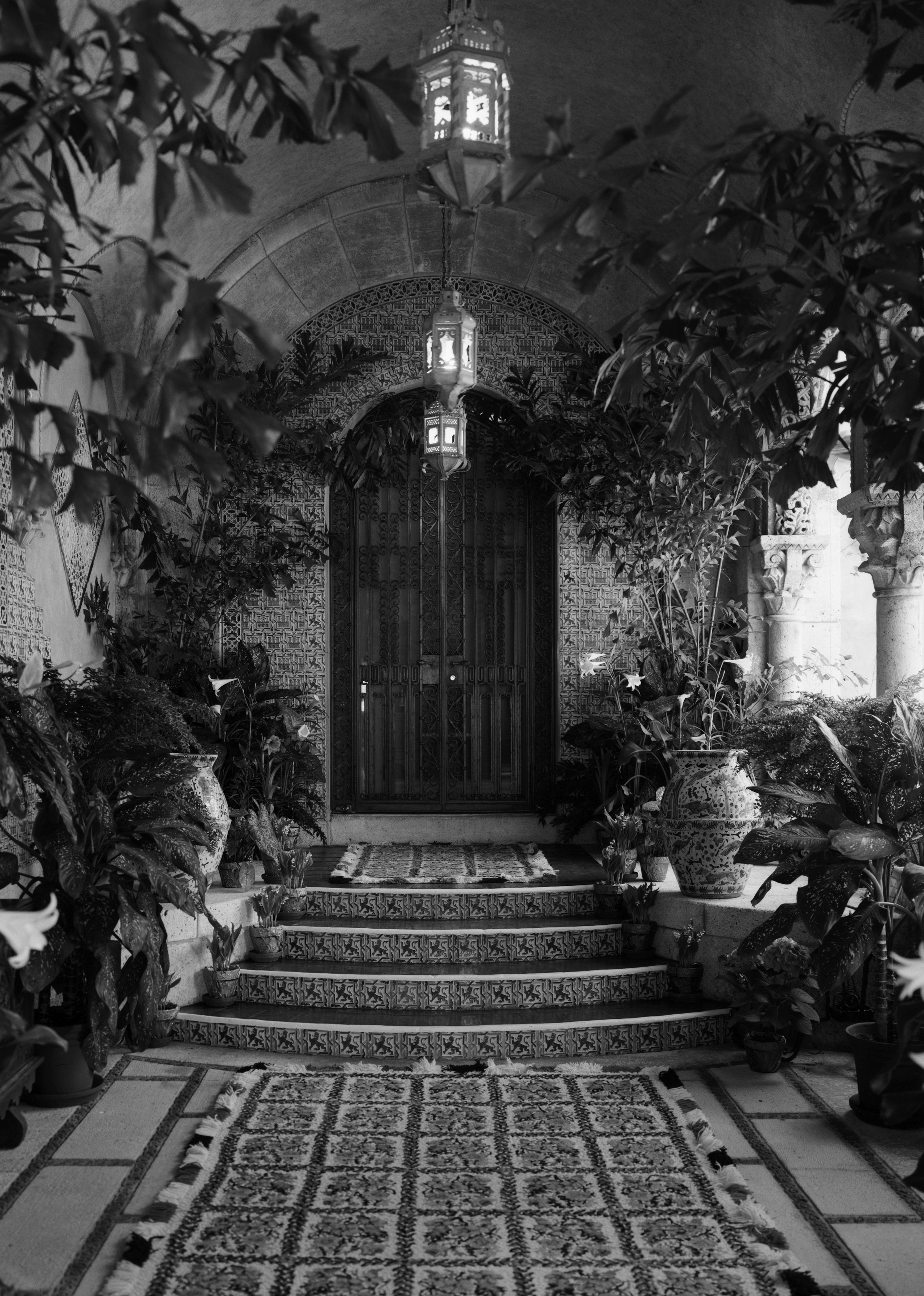
Vstup do Mar-A-Lago, Palm Beach, Florida, 1967

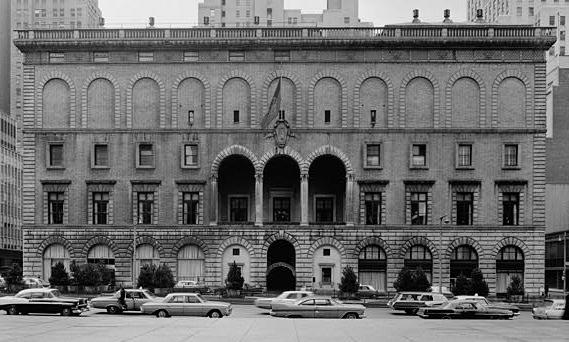
Tenisový klub, New York City, 1965

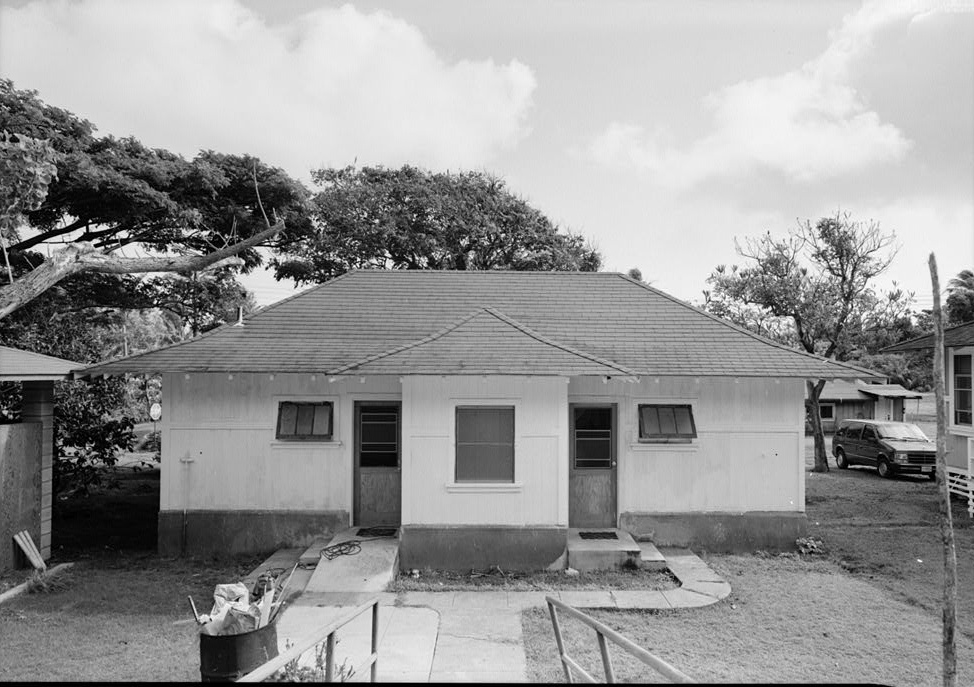
Fumigation Hall, Kalaupapa, 1991

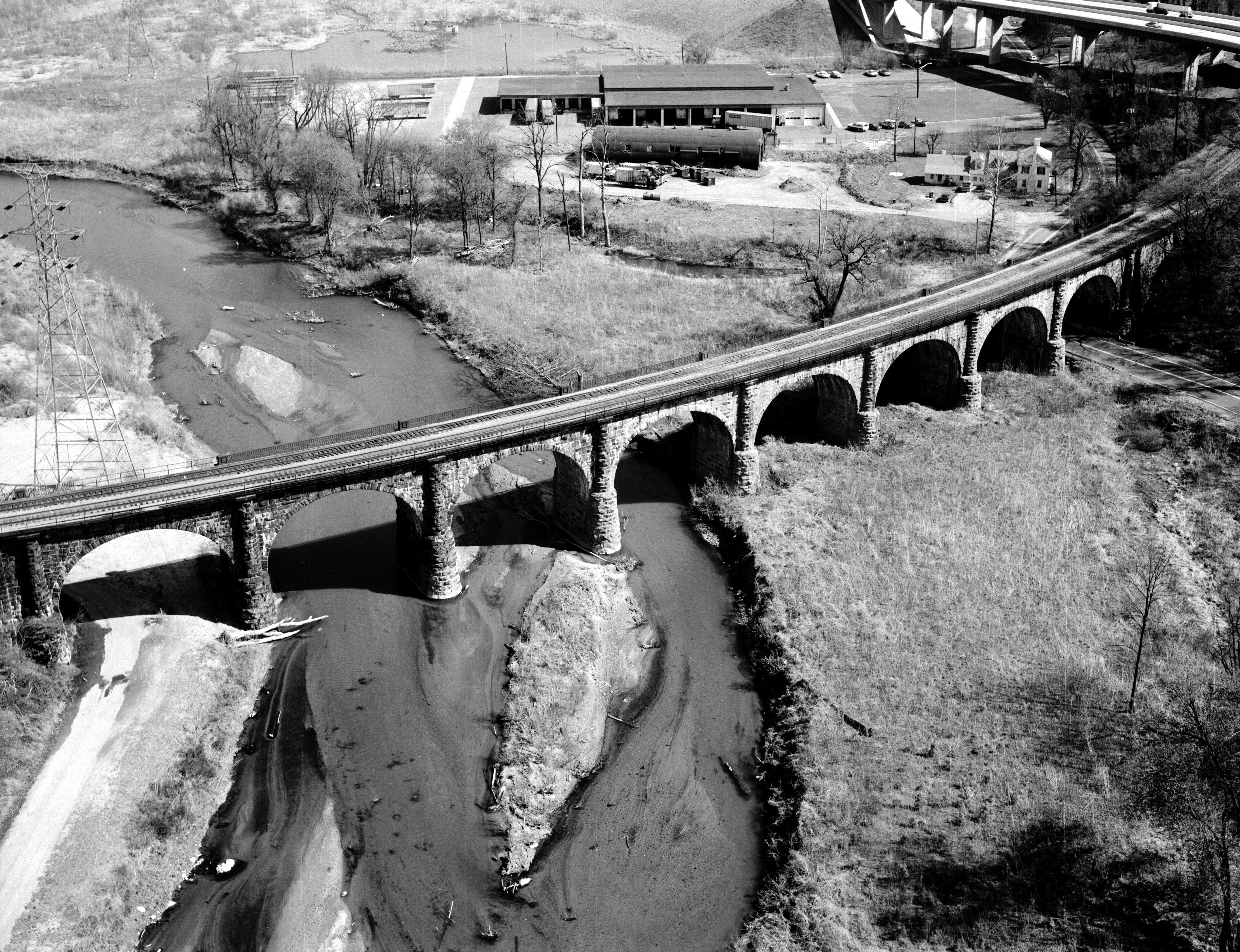
Thomas Viaduct, Elkridge, Maryland, 1977

Jack E. Boucher (4. září 1931 – 2. září 2012) byl americký fotograf architektury. V roce 1958 začal pracovat pro National Park Service a pokračoval až do roku 2006, později se stal šéfem fotografického oddělení na Historic American Buildings Survey (HABS). Od roku 1966 opustil na dva roky Park Service aby pracoval pro program New Jersey's State Historic Preservation. Po čase se v roce 1970 opět vrátil do Park Service/HABS a opustil New Jersey. Věnoval se vysoce specializované práci fotografické dokumentace architektury na velký formát. Jeho práce ho zavedla do 49 států, na Panenské ostrovy i Portoriko. Cestoval s 900 kilogramy fotografického vybavení. V dubnu 2008 to již bylo padesáté výročí jeho zaměstnání v programu HABS společnosti National Park Service.

## Život a dílo
Jeho první práce byla na pozici šéfa fotolaboratoří u společnosti Atlantic City Tribune (1949–1951), pak pracoval pro společnost Fred Hess & Son Photographers v Atlantic City New Jersey (od února 1951 do září 1952), následně v NJ Garden State Parkway jako vedoucí fotografie (od září 1952 do dubna 1958). Dva roky psal týdenní sloupek o ochraně a zachování pro Tribune a Atlantic City Press. V letech od roku 1952 do roku 1953 působil jako produkční hodinového rozhlasového programu zaměřeného na ochranu a zachování na WFPG, Atlantic City, New Jersey. Pak z Parkway odešel a začal pracovat pro National Park Service.
Nejprve pracoval společně s Washington Branch of Still a Motion Pictures, kde mu šéfoval Ralph Anderson. Od roku 1958 do roku 1962 dokumentoval jedno z nejvýznamnějších období v historii národního parku: Mise 66, návrh a konstrukce program určený pro revitalizaci Národního parku za pomoci masivní 10leté kapitálové investice. V roce 1963 se stal vedoucím fotografem Historic American Building Survey. Od roku 1971 do roku 1978 také vykonával veškeré fotografické práce pro Historic American Engineering Record.

## Kariéra
V listopadu 1950 po dobu 18. hodin nepřetržitě fotografoval hurikán, který pustošil Atlantic City. Používal přitom velkoformátový fotoaparát Speed Graphic 4x5, a když mu voda sahala do podpaží, přehodil si brašnu přes hlavu. V 90. letech pro Historic American Buildings Survey nasnímal více než 500 velkoformátových snímků Bílého domu.
Na konci 60. let se zaměřil na dokumentaci historických venkovských domů v Anglii a architektury od římských dob až po období období regentského stylu. V roce 1973 byl jedním z 36 vybraných účastníků Evropské Letní školy pro zachování historické architektury. Sedm týdnů trvala studijní cesta přes Anglii, Francii, Holandsko a Belgii.
Magazín Preservation Magazine publikoval řadu jeho článků a fotografií o historických městech v Rusku, za železnou oponou, v Belgii, Maďarsku a Itálii.
V roce 1952 byl iniciátorem a jedním ze dvou klíčových lidí, kteří se zasloužili o zachování oblasti lesa v New Jersey o rozloze 400 km², na které se nacházely tři historické vesnice s tavicími pecemi, které sloužily v době americké revoluce, a na kterém se také nachází dvacet čtyři druhů divokých orchidejí a vzácná žába Hyla andersonii ("Pine Barrens Tree Frog").
V roce 1952 osobně doprovázel Mika Hudobu, známého venkovského spisovatele na několikadenním výletě kanoí po lesní řece Warton.

## Odkaz a dědictví
Za více než pět desetiletích veřejné služby vytvořil několik desítek tisíc fotografií v kategorii public domain.
V roce 1986 obdržel ocenění Department of the Interior. Mezi dalšími cenami jsou například: medaile Medal for Architectural Photography od instituce American Institute of Architects, Awards of Merit a také Commendation from the American Association for State and Local History a Resolution of Commendation od senátu státu New Jersey a řada dalších.
Externě vyučuje na Columbia University, The College of William & Mary, Cornell University, Ball State University, University of Florida, University of Texas at Austin, Franklin Pierce University. Asi 15 let každoročně učil fotografickou dokumentaci architektury historických staveb pro památkový ústav v Nantucket, Massachusetts na University of Florida's School of Architecture.
Největší dvě výstavy se konaly v Library of Congress, jedna v American Institute of Architects, the Atheneum of Philadelphia, Buffalo and Erie County Historical Society v New Yorku, a také v Portoriku, Columbia a v Jižní Karolíně.
Více než odhadovaných 50 000 fotografií z projektu HABS/HAER je ve sbírkách knihovny Library of Congress a jsou veřejně dostupné. Většina z nich je již online. Sám nepřijímá soukromé zakázky ani neprodává kopie svých děl. Jeho práce jsou k dispozici zdarma (s výjimkou skutečných nákladů na reprodukci) jako státní služby online nebo z Knihovny kongresu.

## Publikace
- A Record in Detail: The Architectural Photographs of Jack E. Boucher (1988) (ISBN 0-8262-0640-9)
- A Quest for Grandeur: Charles Moore and the Federal Triangle, text by Sally Kress Tompkins (ISBN 1-56098-161-X)
- Landmarks of Prince George's County/Architectural Photographs (ISBN 0-8018-4628-5)
- Absegami Yesteryear (1964), Laureate Press: history of Atlantic County, NJ
- Of Batsto & Bog Iron (1964), Batsto Citizens Advisory Committee
- Atlantic City's historic Absecon lighthouse (1964), Atlantic County Historical Society (he chaired a committee that saved the tower from destruction and oversaw its restoration in 1963)
- Lucy, The Margate Elephant (1970), Save Lucy Committee, a National Historic Landmark
- A Record In Detail, University of Missouri Press
- Quest for Grandeur,1 Smithsonian Press
- Landmarks of Prince George's County (1993),1 Johns Hopkins Press (ISBN 978-0-8018-4628-1)
- Under Four Flags,1 (California)
- Architecture of Middle Tennessee (1974),1 Vanderbilt University Press (ISBN 978-0-8265-1184-3)
- Industrial Archeology,1 Stephen Greene Press. Etc.

1 Jen fotografie.

## Galerie

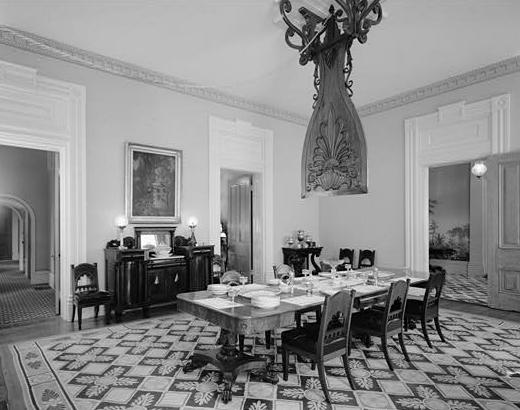
Melrose mansion, Natchez, Mississippi, 1992
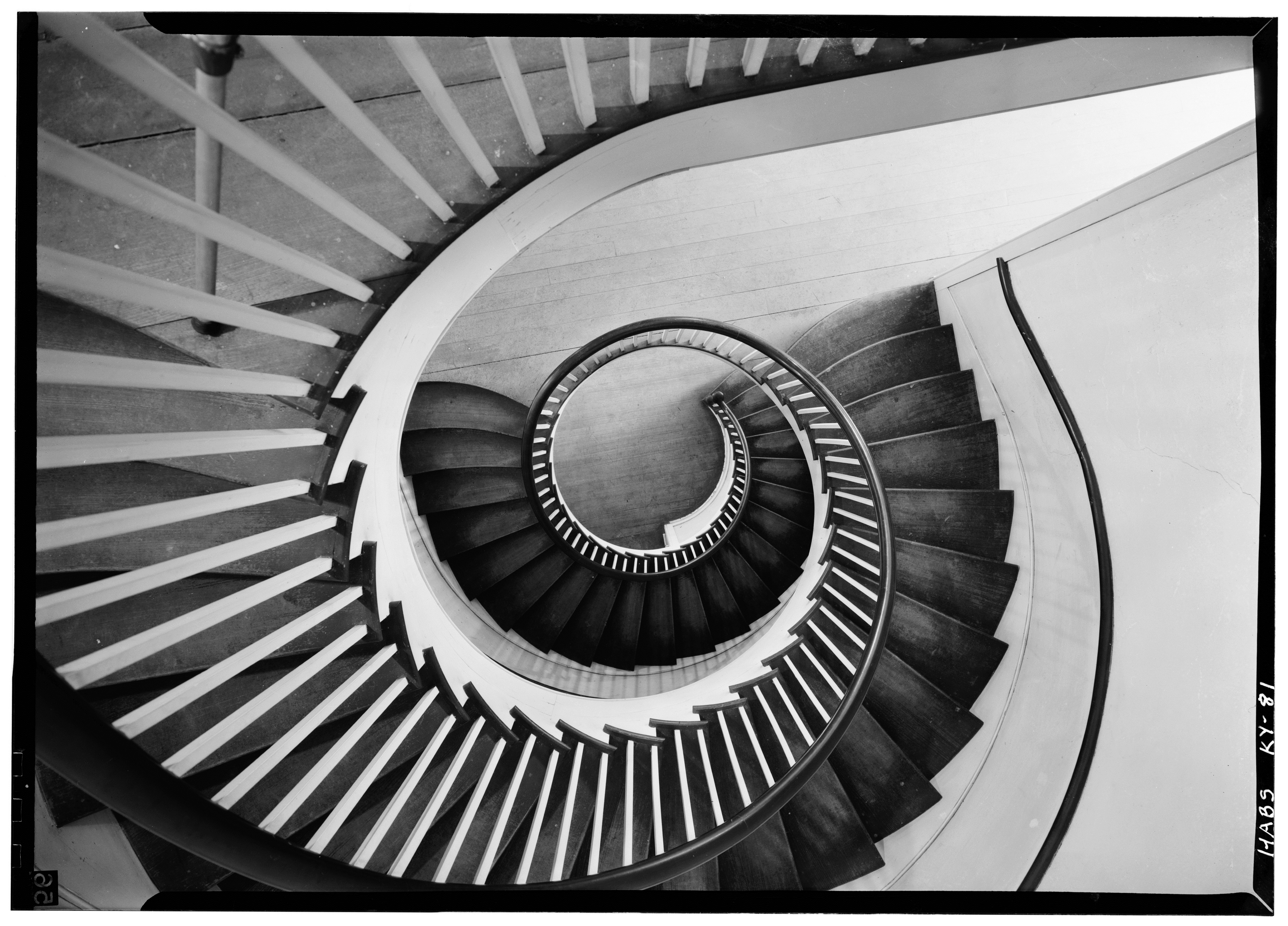
Schodiště společnosti Shaker Centre Family Trustees' Office, Pleasant Hill, 1963
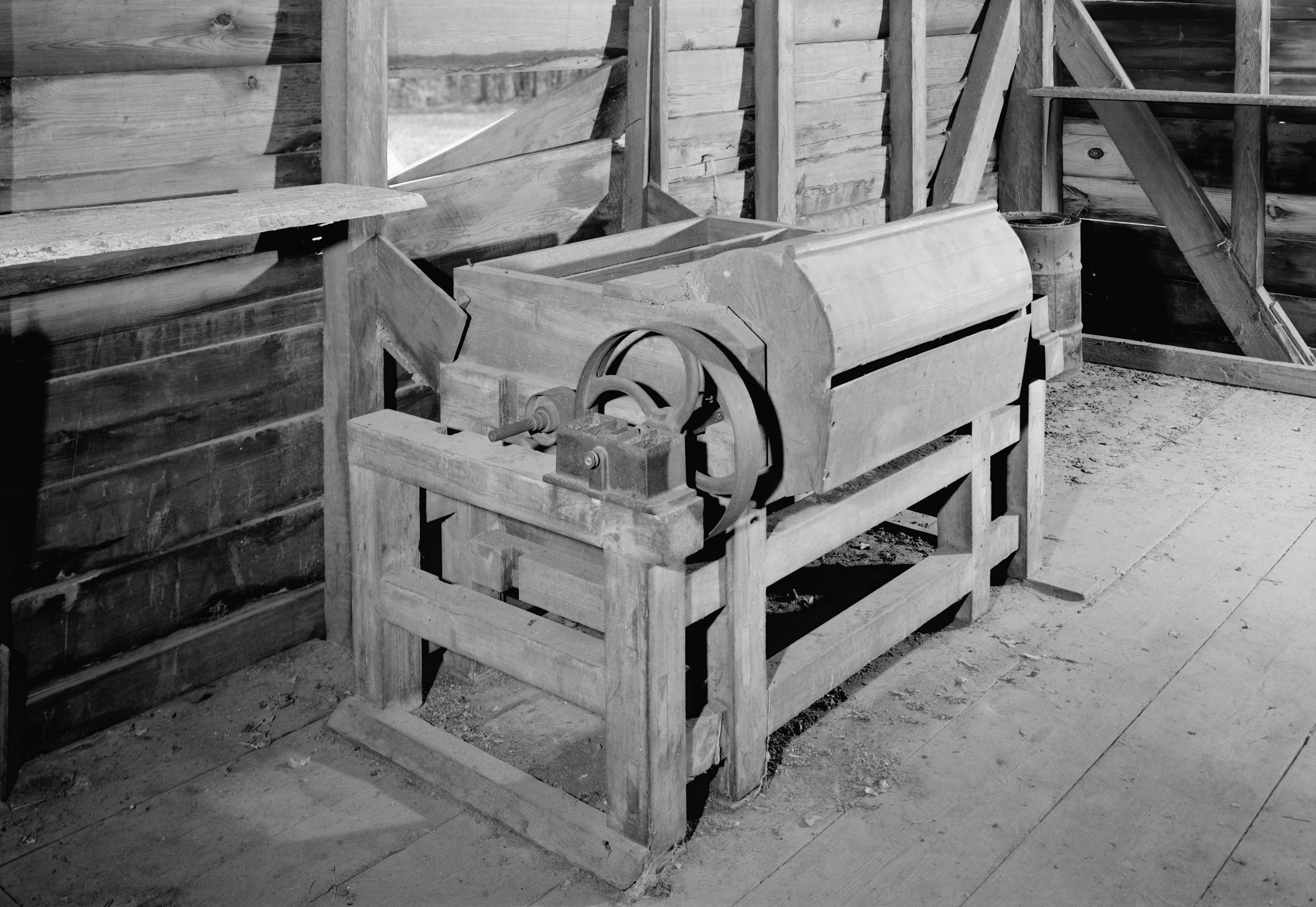
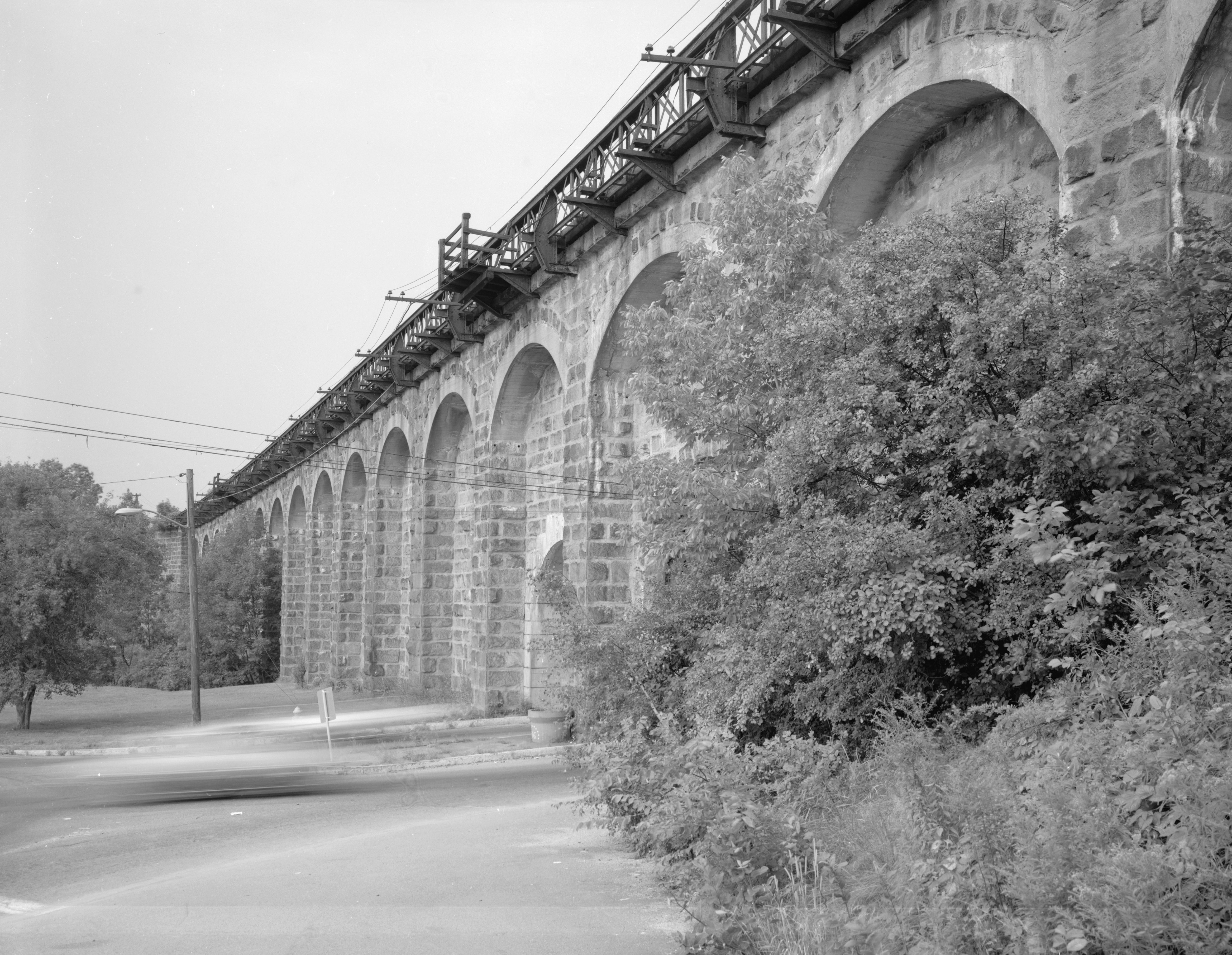
Canton Viaduct
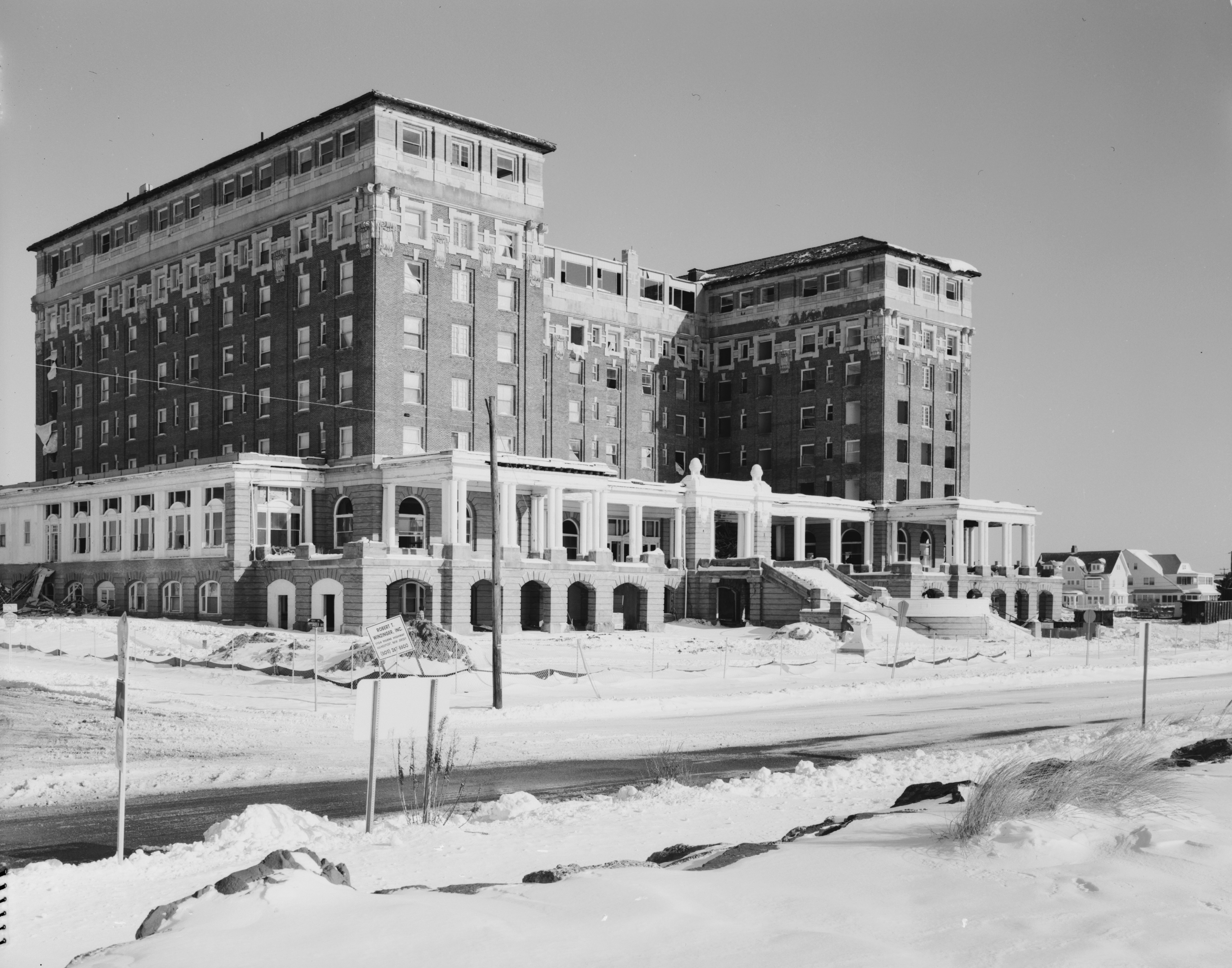
Cape May Hotel
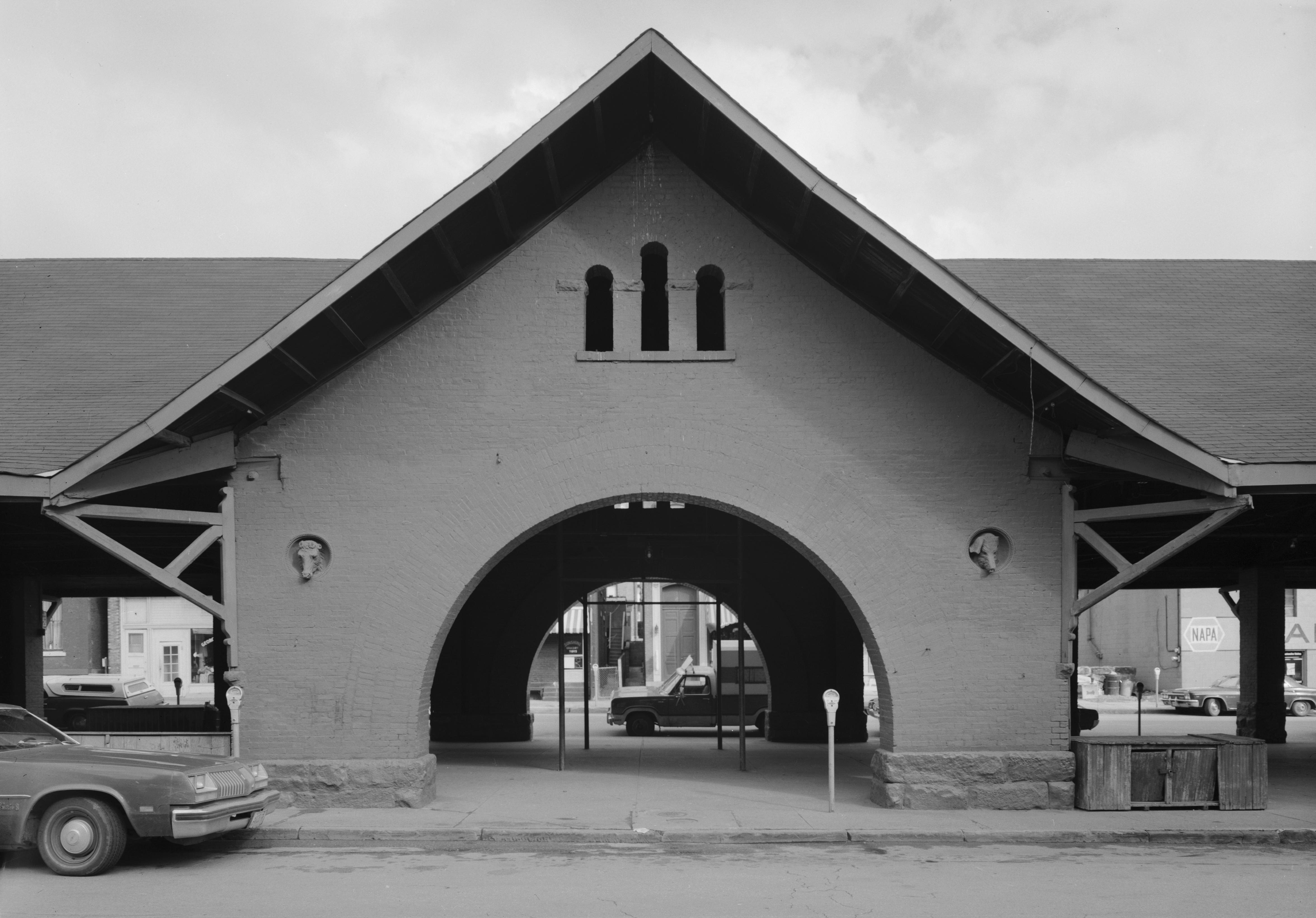
Center Wheeling Market
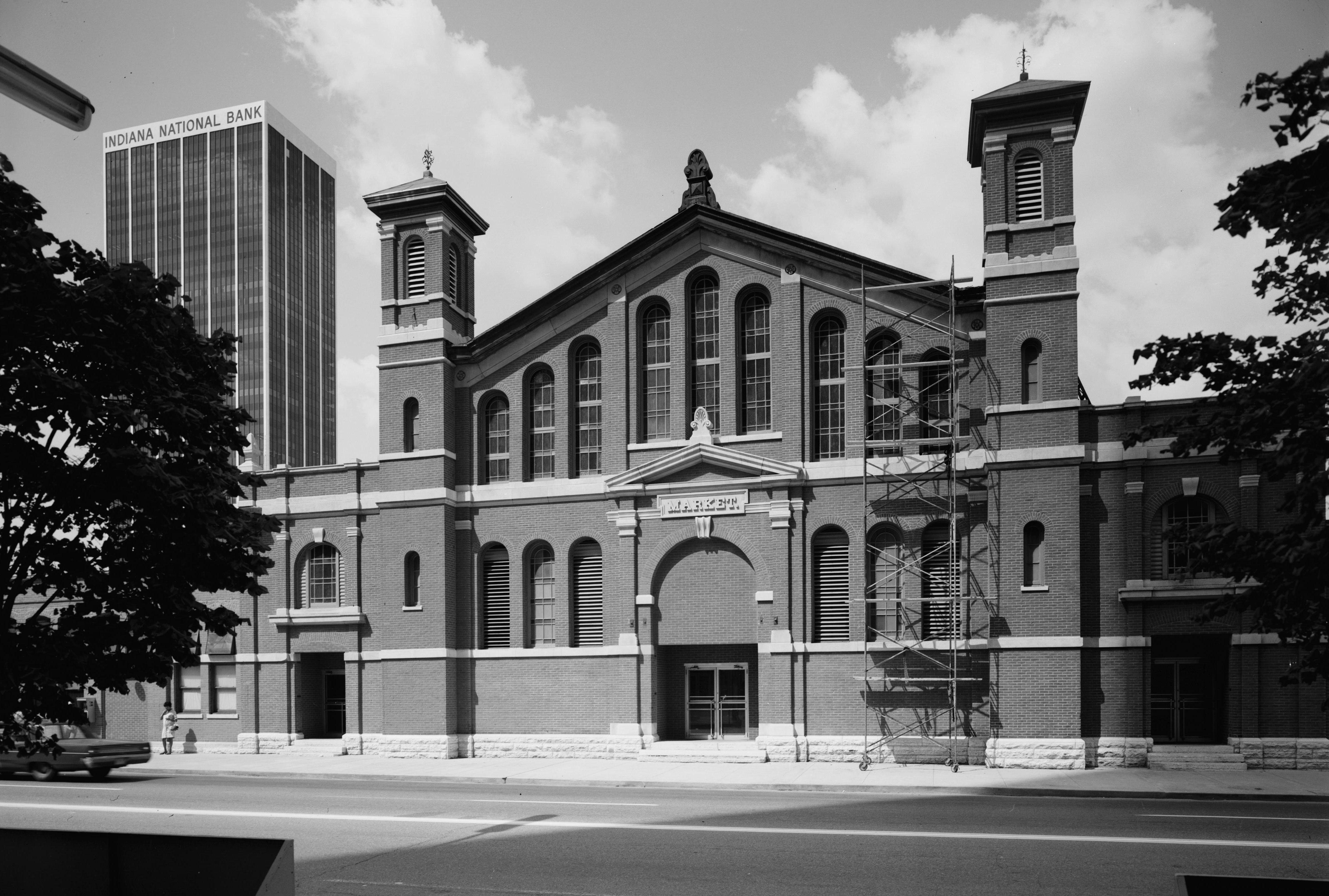
City Market, Indianapolis
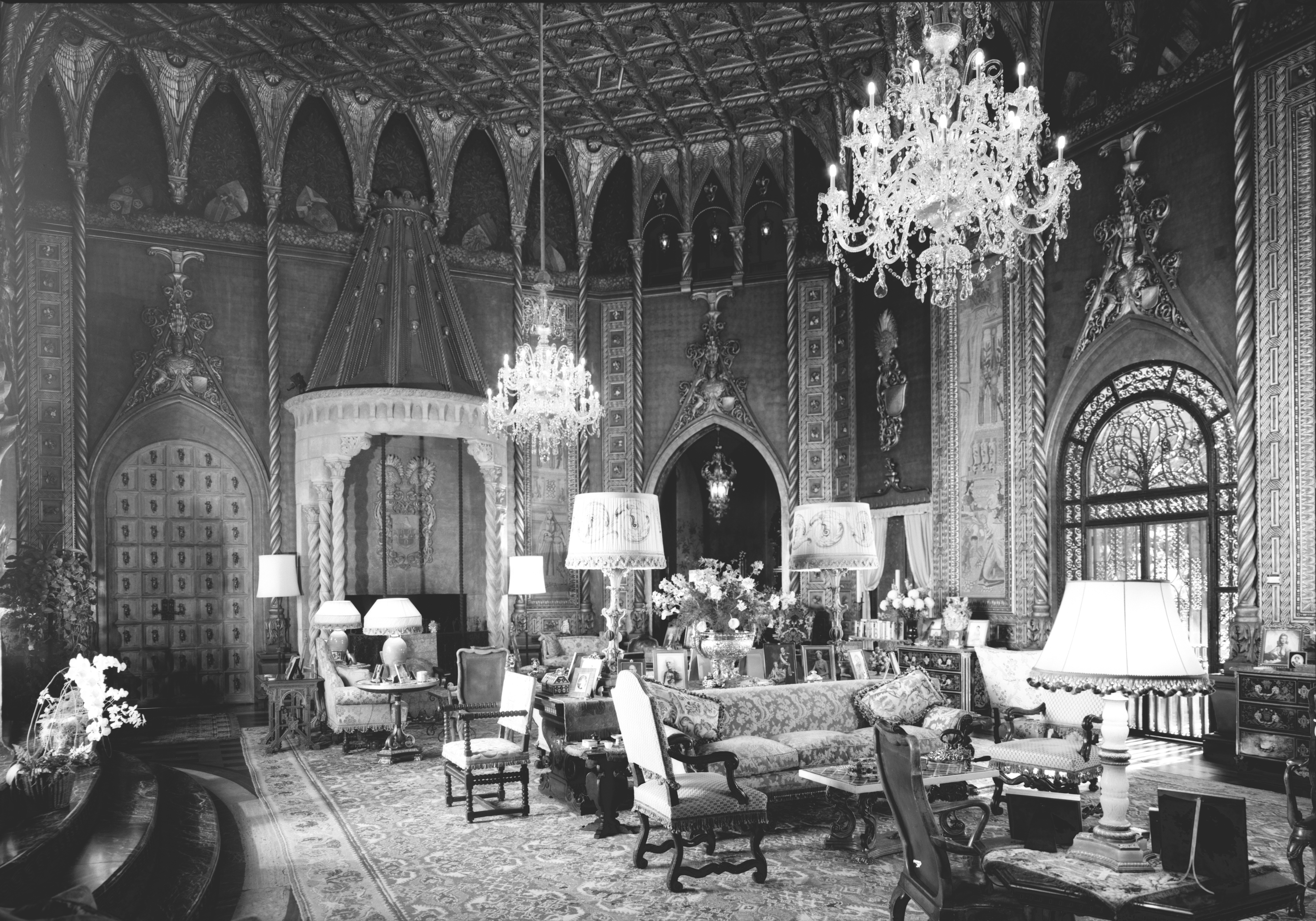
Mar-a-Lago, Living Room looking southwest, 1967
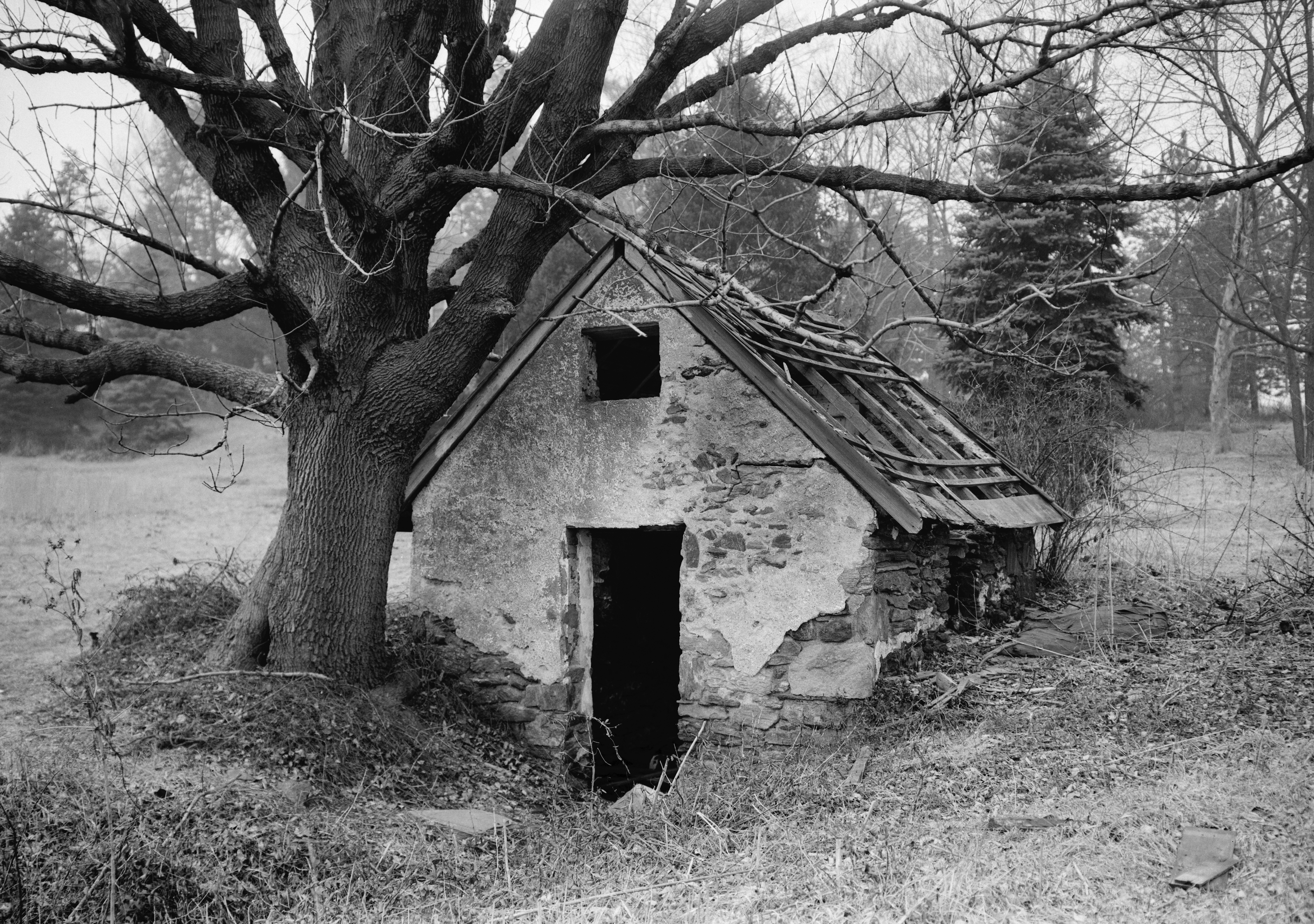
Rodiště Benjamina Rushe
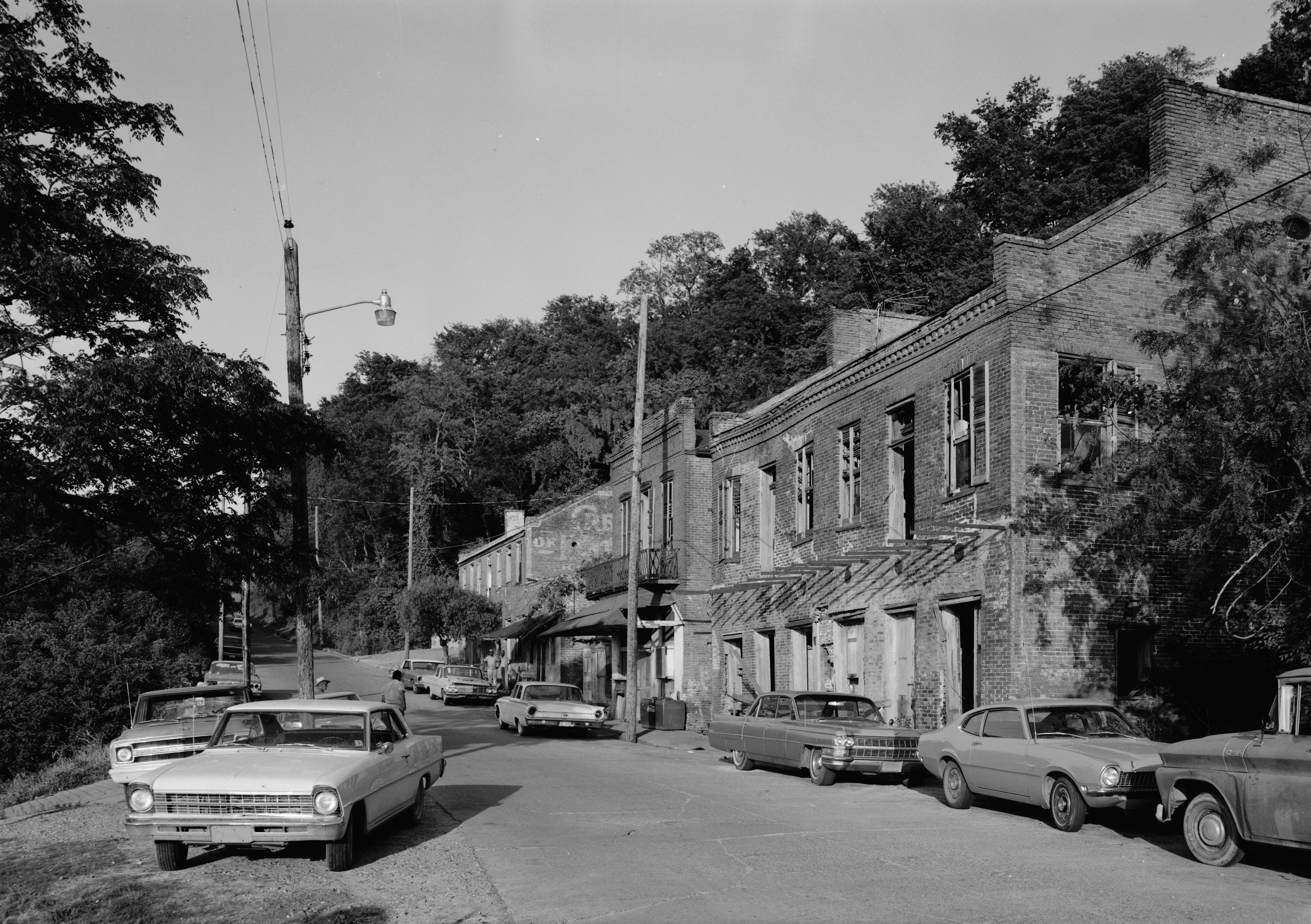
Silver Street, Natchez
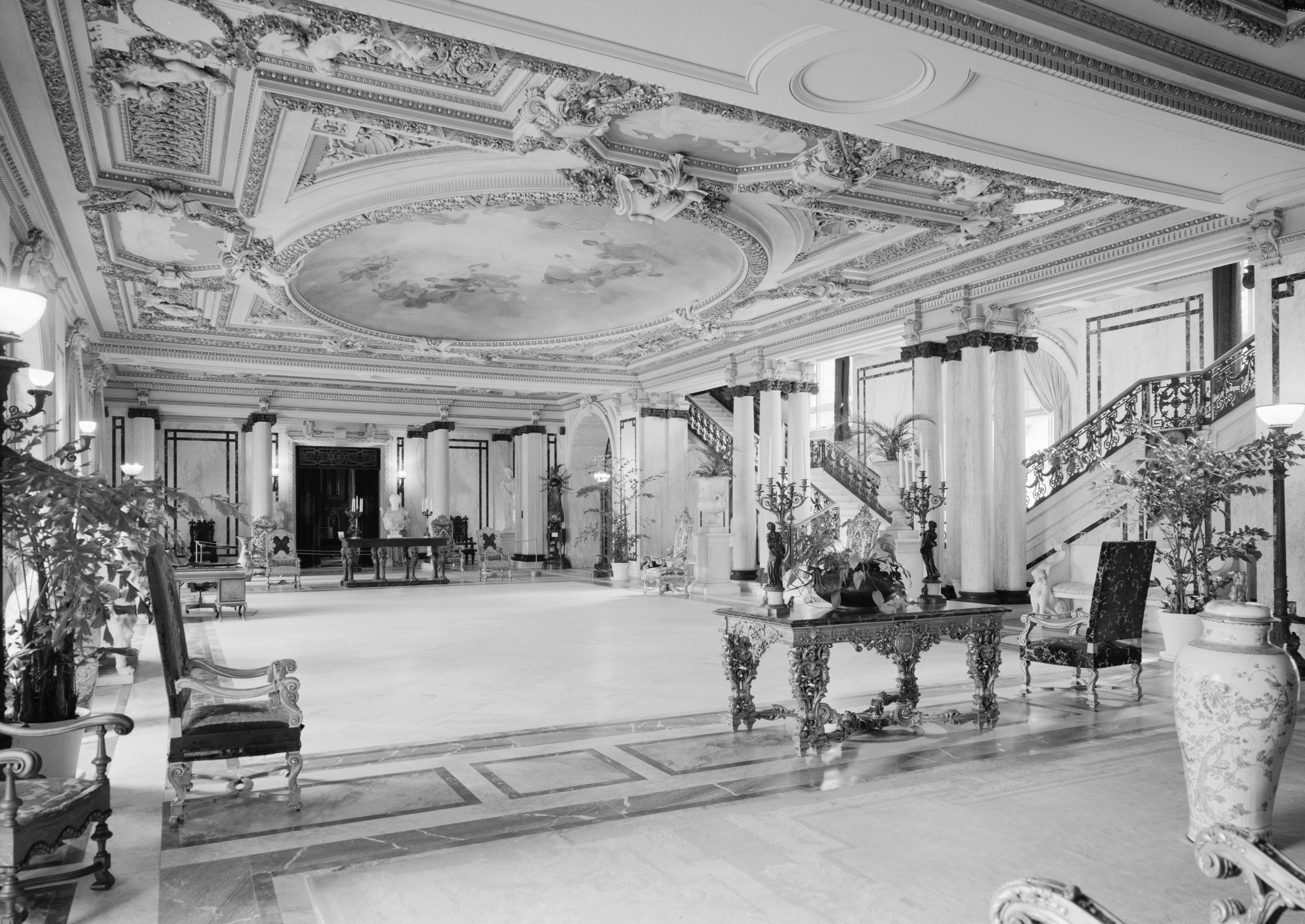
Flagler Whitehall Main Hall
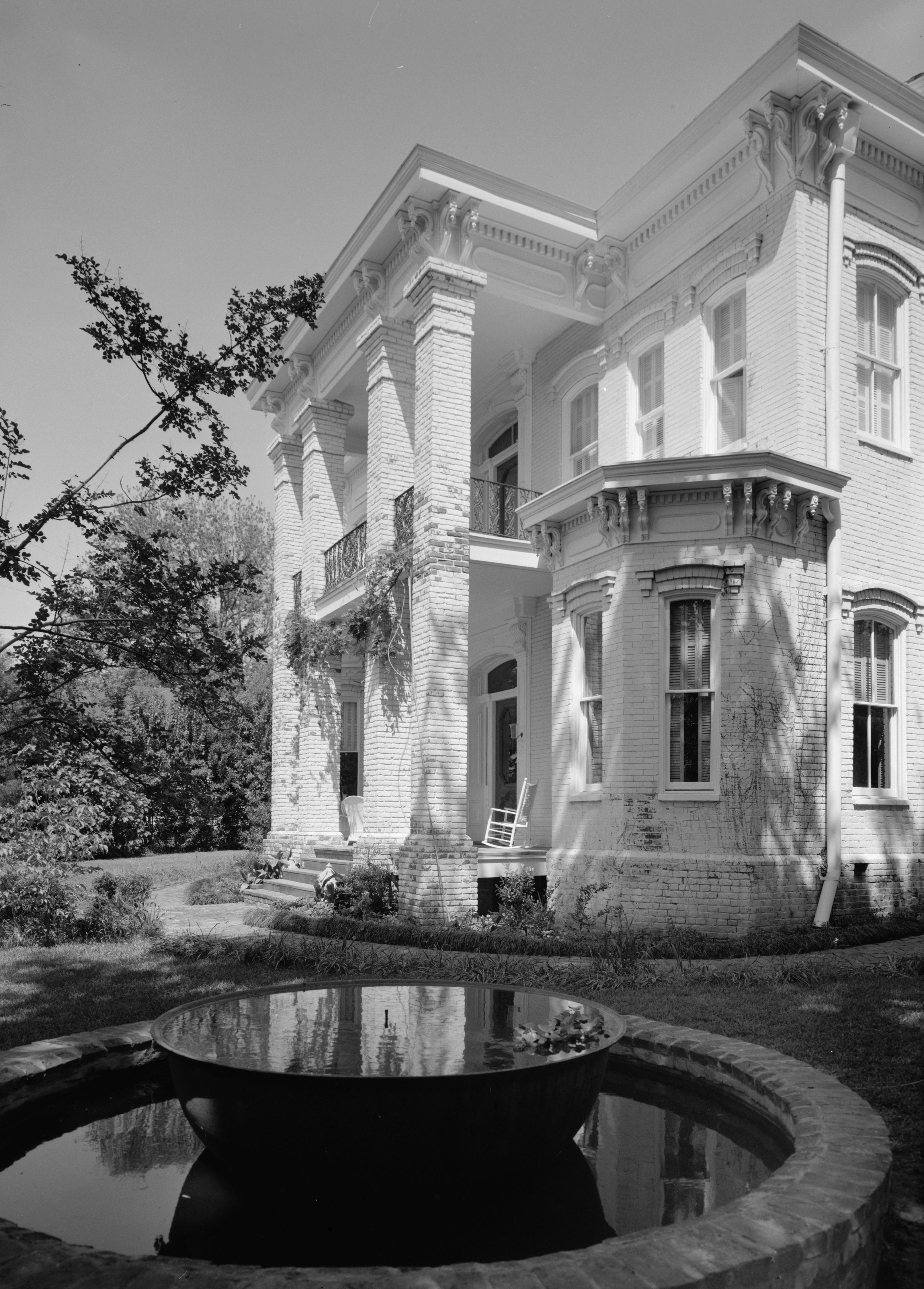
Col. Charles C. Flowerree House
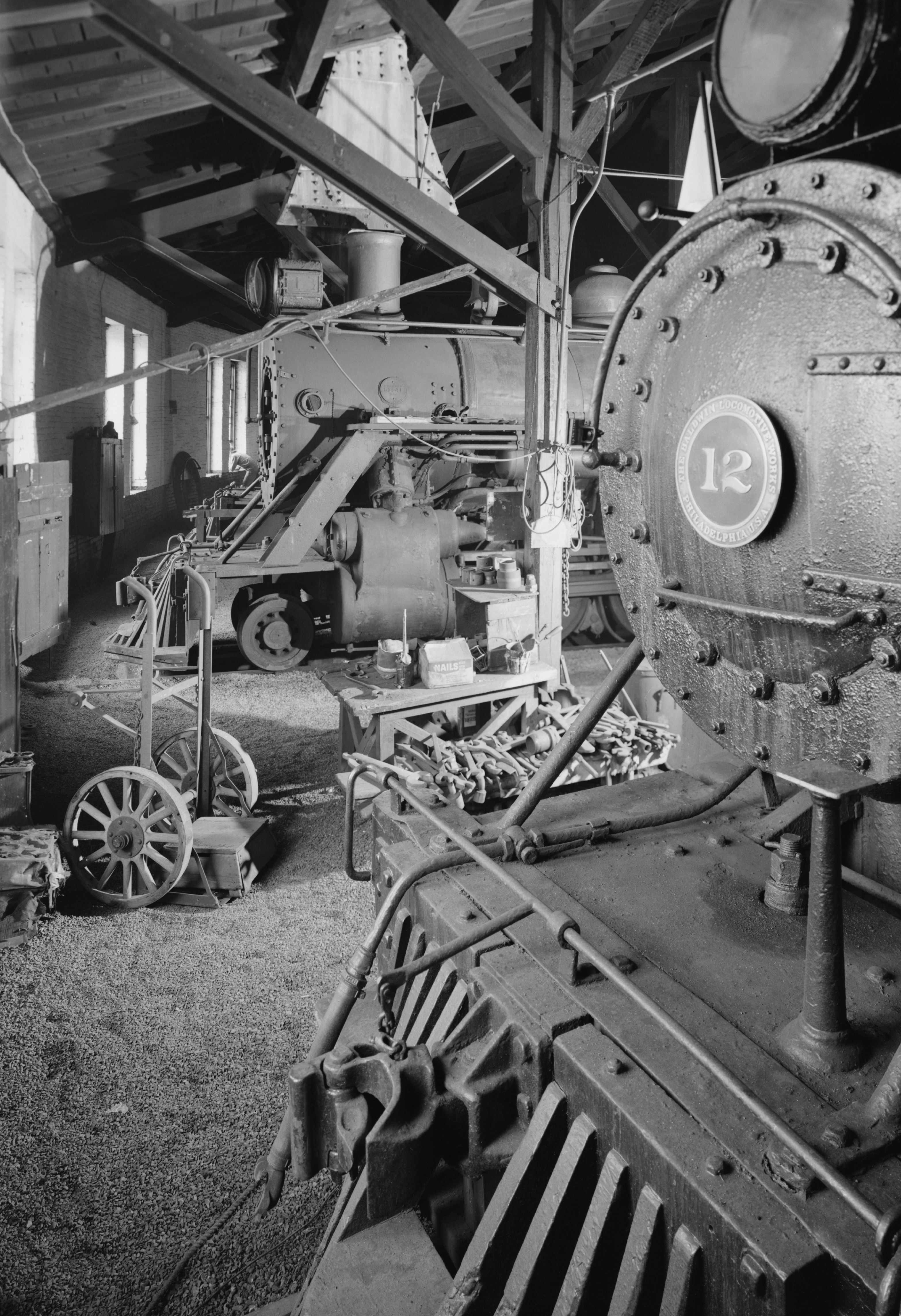
EBT SL12 v lokomotivním depu s točnou
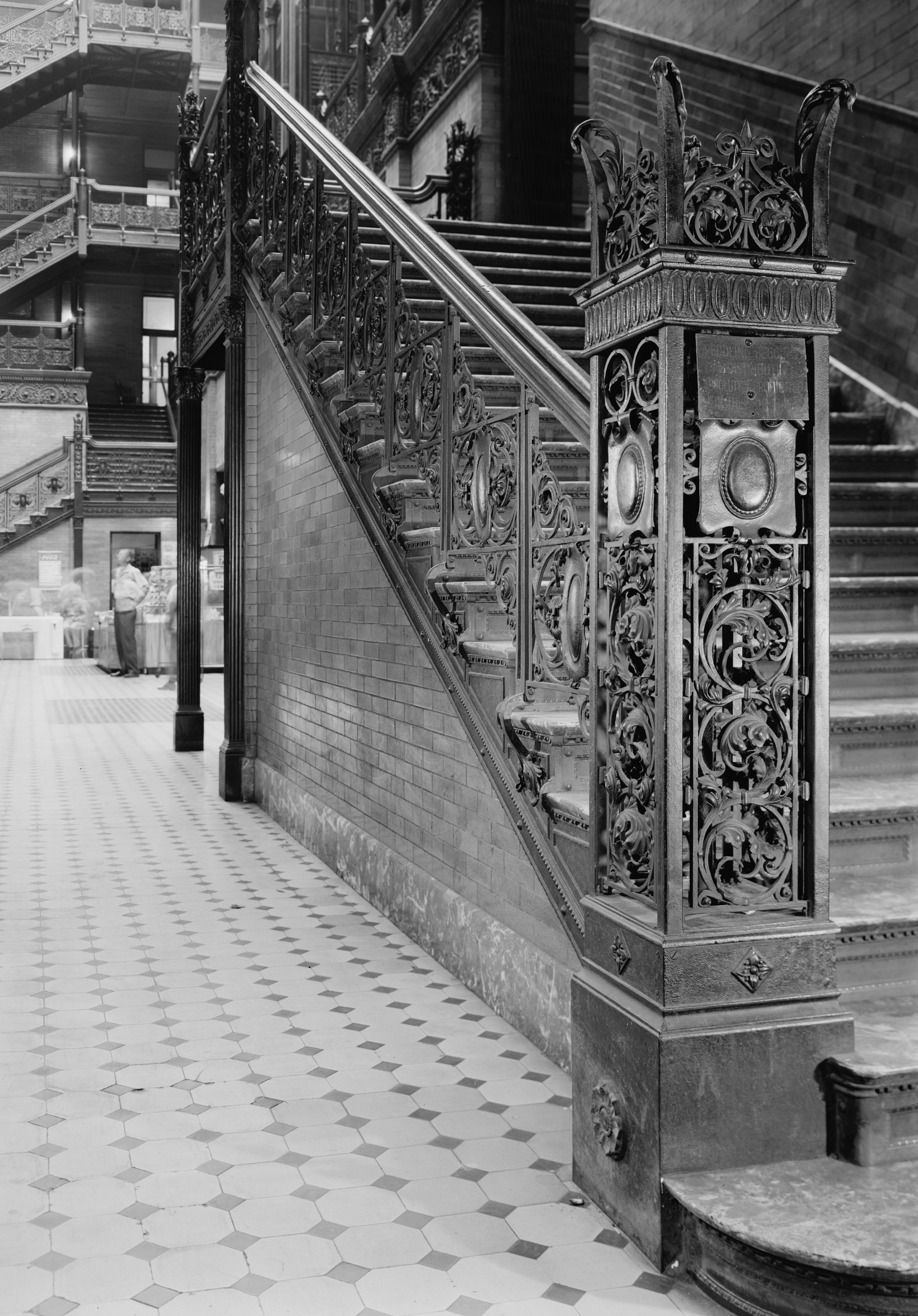
Bradbury Building
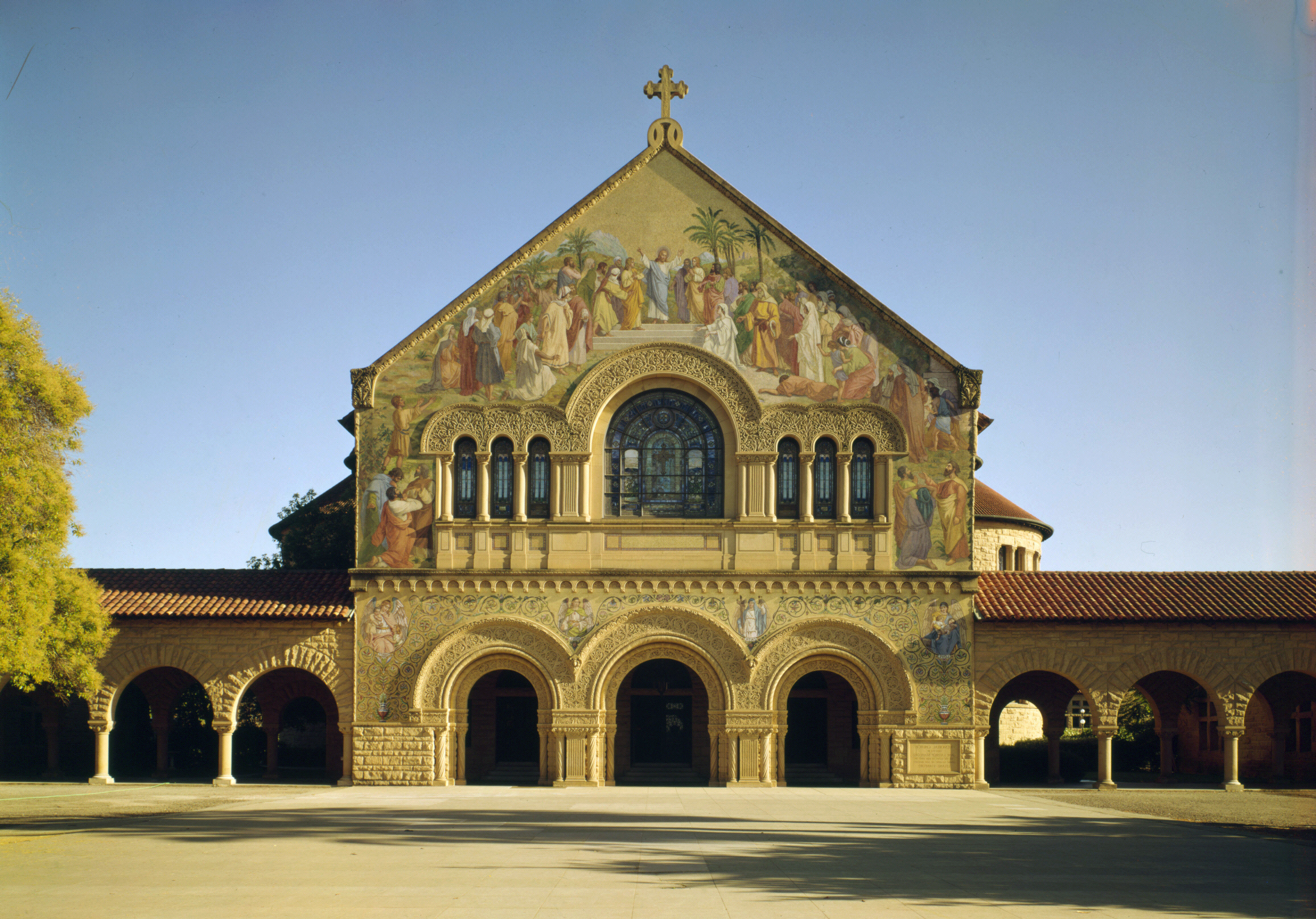
Stanford Memorial Church facade – Stanford University, Palo Alto, California
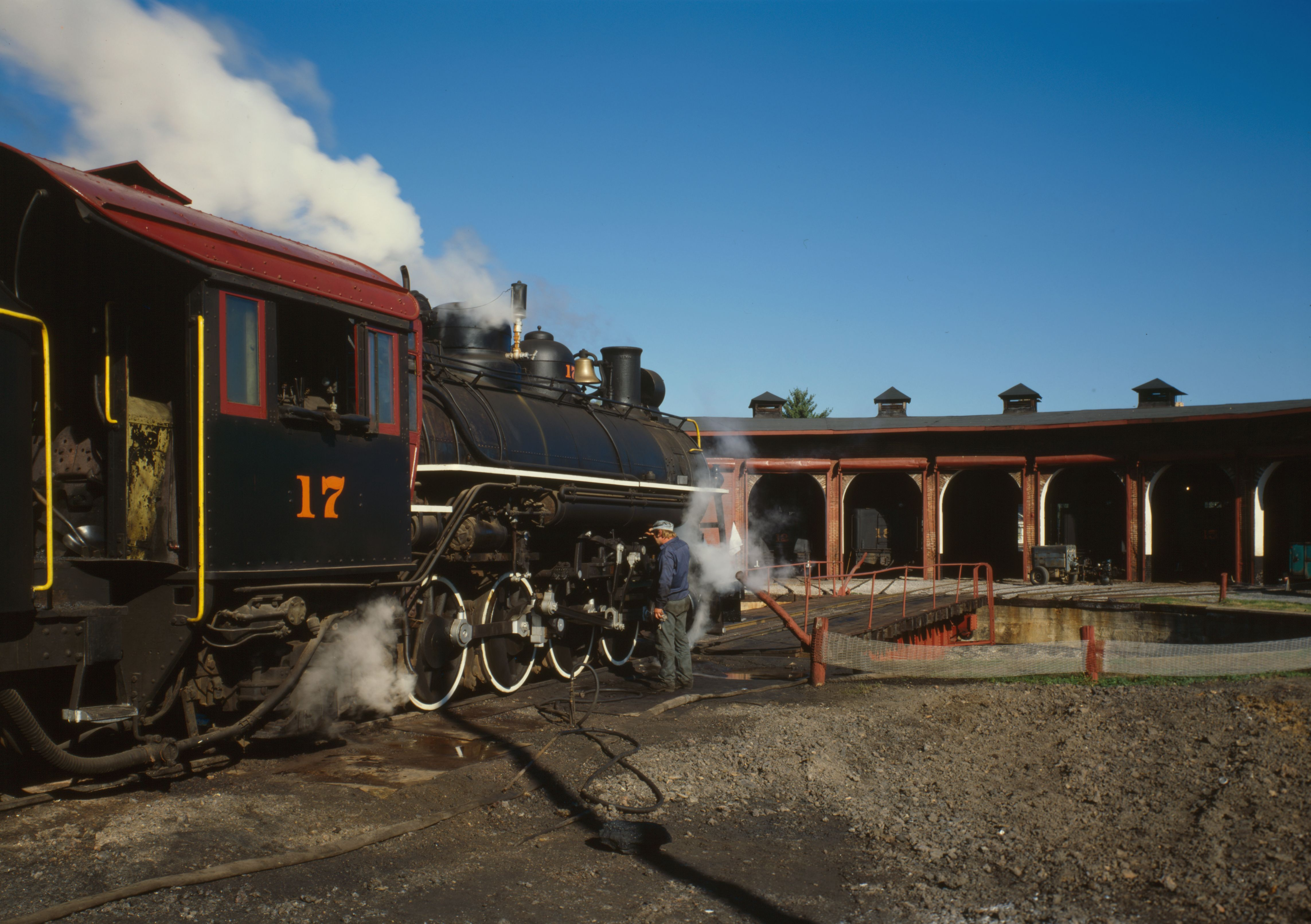
East Broad Top
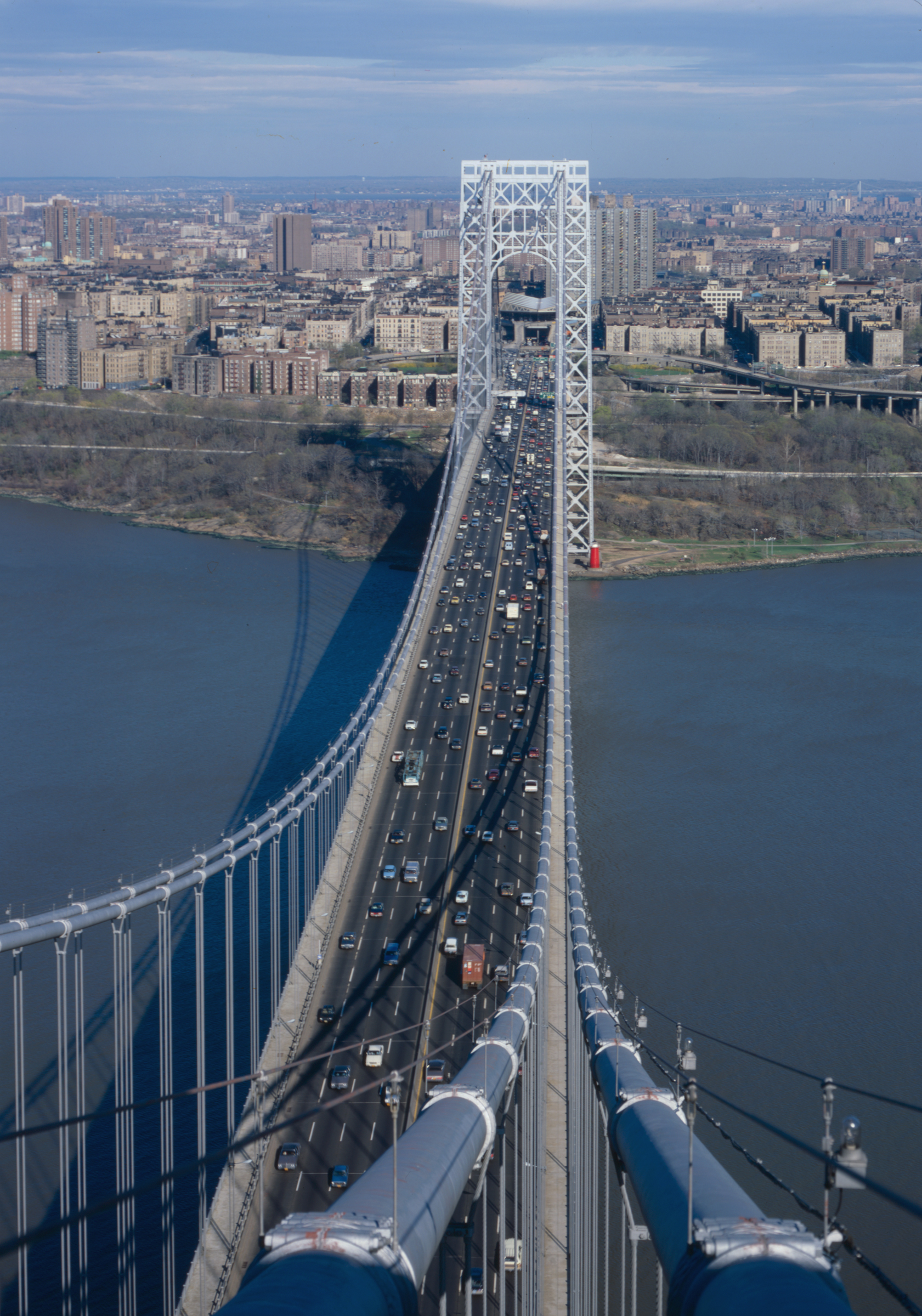
Most George Washingtona
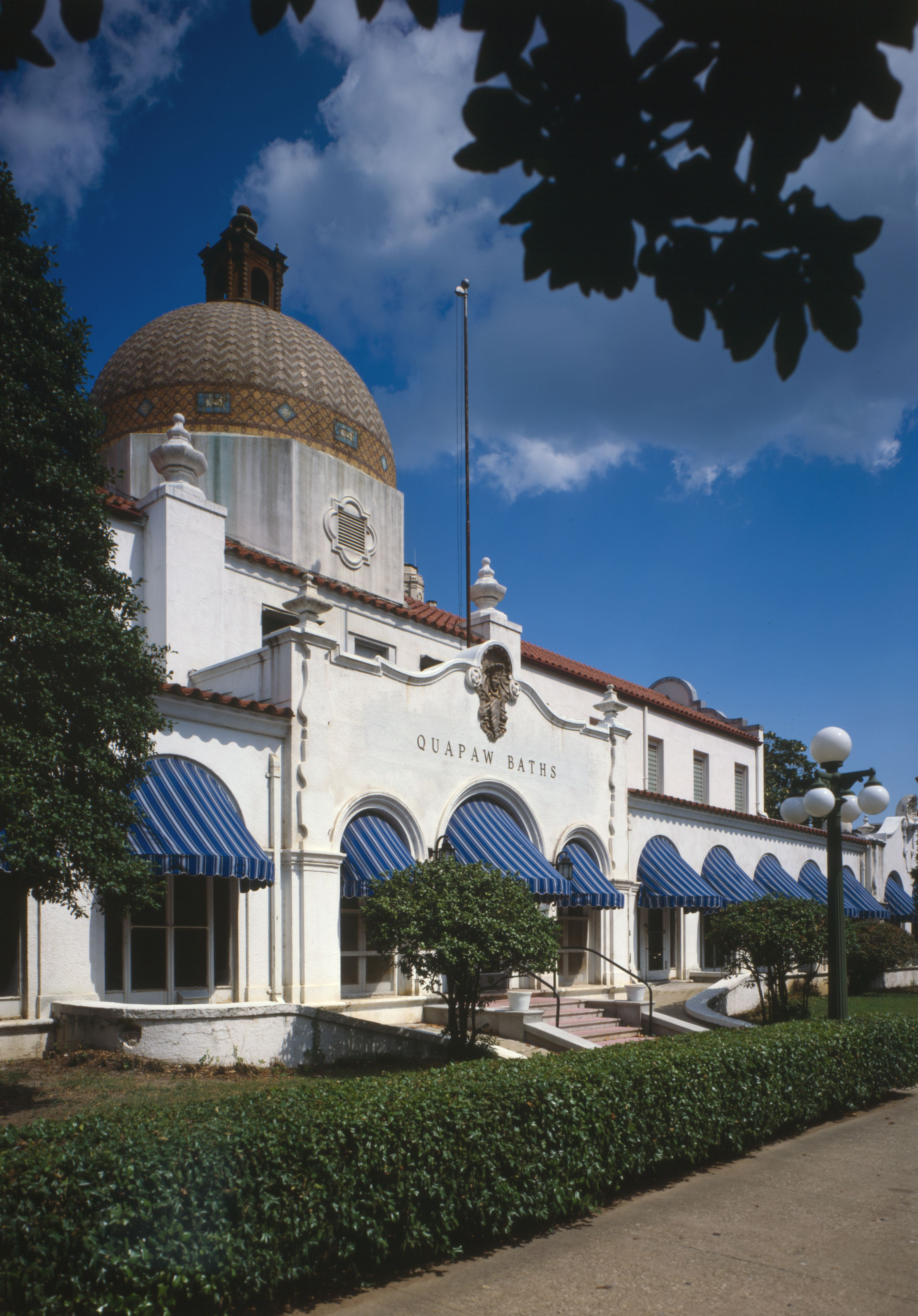
Quapaw Baths, Bathhouse Row, Hot Springs National Park, Arkansas, 1984
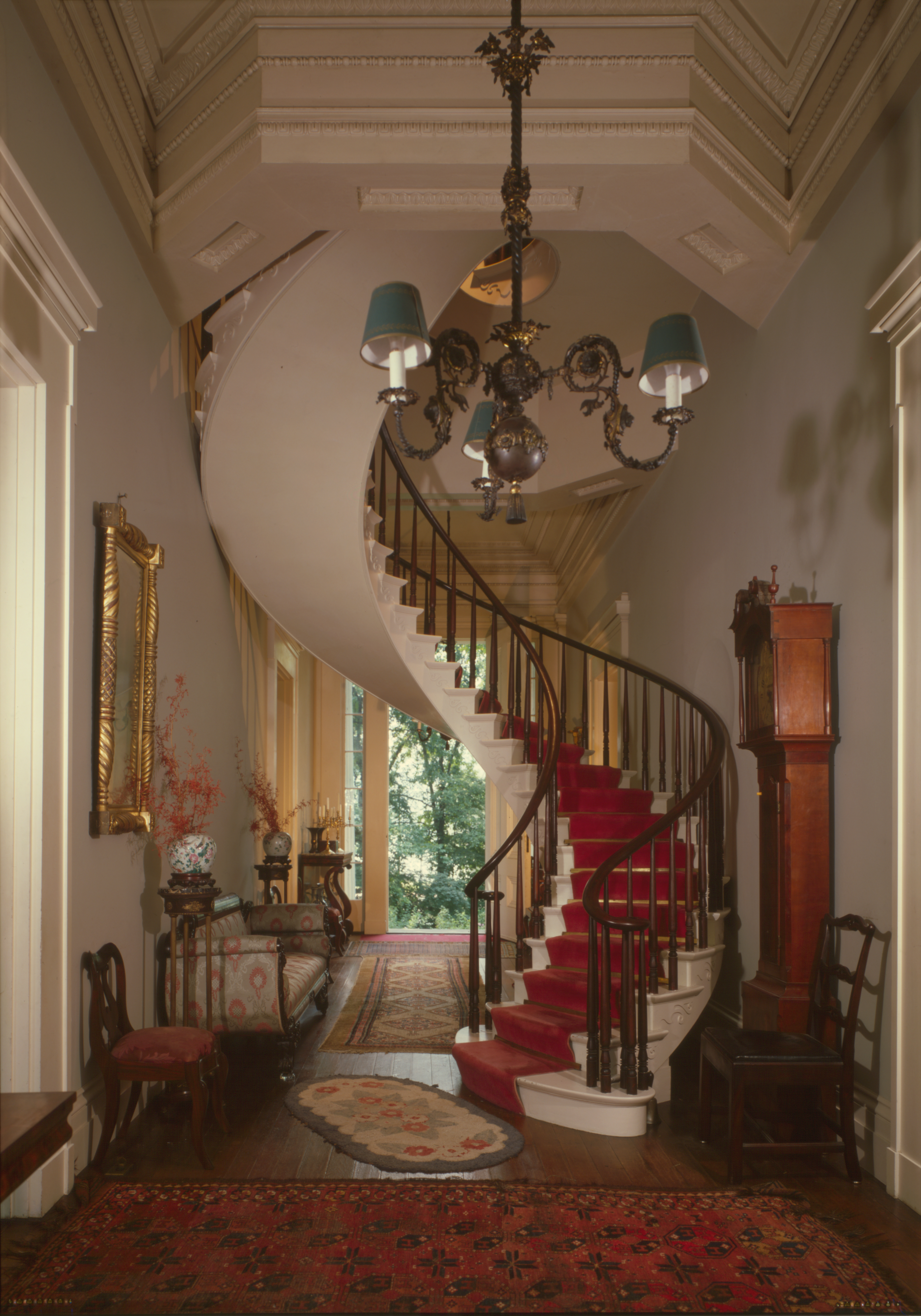
Captain Charles L. Shrewsbury House, 301 West First Street (High & Poplar Streets), Madison (Jefferson County, Indiana)